# Xanthion spadix
Xanthion spadix är en kräftdjursart som beskrevs av Sueo M. Shiino 1942. Xanthion spadix ingår i släktet Xanthion och familjen Entoniscidae.
Artens utbredningsområde är havet kring Japan. Inga underarter finns listade i Catalogue of Life.